# فلسفه حقوق
فلسفه حقوق شاخه‌ای از فلسفه است که ماهیت حقوق و ارتباط حقوق با دیگر نظام‌های هنجاری به‌خصوص فلسفه اخلاق و فلسفه سیاسی را مورد مطالعه قرار می‌دهد. از جمله سوالاتی که در فلسفه حقوق پرسیده می‌شود این است که «حق چیست؟»، «انسان‌ها از چه حقوقی برخوردارند؟»، «معیار اعتبار حقوقی چیست؟»، «قوانین چگونه وضع شده‌اند و چرا باید از آن‌ها اطاعت کرد؟» و «چه ارتباطی میان حقوق و اخلاق برقرار است؟». دو عبارت «فلسفه حقوق» و «ژوریسپرودنس» (Jurisprudence) اغلب به یک معنا به کار می‌روند.
فلسفه حقوق را می‌توان به دو دسته‌بندی اصلی «فلسفه حقوق تحلیلی» و «فلسفه حقوق هنجاری» تقسیم کرد. در فلسفه حقوق تحلیلی، تلاش بر آن است که با شناسایی ویژگی‌های اساسی حقوق، مشخص شود که چه چیزی حقوق هست و چه چیزی حقوق نیست. فلسفه حقوق هنجاری در مورد هنجارهای غیرحقوقی که حقوق را می‌سازند و هنجارهای حقوقی که به وسیله حقوق ایجاد می‌شوند و به اعمال انسان جهت می‌دهند تحقیق می‌کند.
فلسفه حقوق قدمتی به اندازه خود حقوق دارد و از وقتی که قواعد حقوقی به منزله اموری مقدس و لازم‌الاجرا درآمدند، بحث در مورد فلسفه و مبنای ارزش این قواعد، تبیین ماهیت قانون و معرفی ویژگی‌های مختلف نظام‌های حقوقی آغاز شد. اختلاف نظر در این زمینه باعث ایجاد مکاتب مختلفی شده‌است، همچون نظریه حقوق طبیعی و نظریات تحققی (پوزیتویستی) که دو مکتب کلاسیک فلسفه حقوق هستند. پیروان حقوق طبیعی معتقدند حقوق و قوانین، برگرفته از عقل و طبیعت است و اعتبار آن ناشی از همین است اما در مکاتب تحققی که خود به شاخه‌های مختلفی تقسیم می‌شوند اعتبار قوانین ناشی از اراده قانون‌گذاری است که آن‌ها را وضع کرده و چیزی به نام حقوق طبیعی وجود ندارد.

## فلسفه حقوق تحلیلی
فلسفه حقوق تحلیلی در پی آن است که با استفاده از ابزارهای تحلیل فلسفی، توضیحی کلی از ماهیت حقوق به دست بدهد. کلی‌بودن توضیح به این معناست که ویژگی‌های جهانی و سراسری حقوق که در همه زمان‌ها و مکان‌ها پابرجا هستند مورد توجه قرار می‌گیرد. توجه حقوقدانان به این نکته است که حقوق در یک مسئله خاص و در یک دادرسی خاص چه حکمی دارد در حالی که فیلسوف حقوق می‌خواهد ویژگی‌های حقوقی مشترک در فرهنگ‌ها، زمان‌ها و مکان‌های مختلف را بررسی و مطالعه کند.
تا کنون چندین مکتب فکری در مورد ماهیت حقوق شکل گرفته‌اند که اثرگذارترین آنها عبارتند از: نظریه حقوق طبیعی، پوزیتیویسم حقوقی، رئالیسم حقوقی و تفسیرگرایی حقوقی.

## فرمالیسم حقوقی
فرمالیسم حقوقی در واقع بر اساس نگاه توجیه‌پذیری حقوق است. فرمالیست‌های حقوقی، بر این باورند که حقوق صرفاً مجموعه‌ای از هنجارها و نرم‌ها نیست بلکه حقوق در کنار هنجارهای دیگر می‌تواند به یک نظم اجتماعی خاص دست پیدا کند. فرمالیسم به عنوان نظریه توجیه‌پذیری قانون، بر پدیداری متمرکز می‌شود که بیش از هر چیز دیگر بیانگر بعد حقوقی حیات اجتماعی انسانها است. بخش بنیادین یک تحلیل صوری و فرمال، رابطه قانونی است. به بیان ساده‌تر قانونْ یک فرد را از طریق جمع‌آوری اصول، مفاهیم و آیین‌هایی که در یک ادعای حقوقی نقش مهم دارند، با شخص دیگری پیوند می‌دهد. فرمالیسم سعی می‌کند که به ساختار درونی چنین روابطی بپردازد. یک فرمالیسم می‌خواهد بداند که چگونه، اموری همچون مفاهیم، آیین‌ها و اصول با یکدیگر مرتبط می‌شوند و این گونه از عناصر چگونه با کلی مرتبط است که این مجموعه را تشکیل داده‌است. در فرمالیسم حقوقی این رابطه مورد پرسش قرار می‌گیرد که آیا هر کدام از این عناصر استقلال دارند یا با همدیگر یک کل را تشکیل می‌دهند. توجیه‌پذیری حقوق در واقع تلاش می‌کند تا سؤالات بالا را پاسخ بدهد. فرمالیست‌های حقوقی برای درک حقوق به عنوان یک کل توجیه‌کننده، سه ویژگی برای توجیه قائل اند:
1. ماهیت توجیه
2. مبنای توجیه
3. ساختار توجیه

ماهیت توجیه با شرایط لازم و حداقلی عوامل توجیه سروکار دارد. مبنای توجیه، عبارت از پیش‌شرط‌های مربوط به عاملی است که نهایتاً به عنوان علت خصوصیت هنجاری هر توجیهی ارائه می‌شود. منظور از ساختار توجیه، انتزاعی‌ترین و جامع‌ترین الگوی انسجام موجه است.

## نظریه حقوق طبیعی
نظریه حقوق طبیعی بر چسبی است که بر نظریات گوناگون علم اخلاق، نظریات علم سیاست، نظریه‌های حقوق مدنی و نظریات اخلاق دینی گذاشته شده‌است.
نظریه حقوق طبیعی در مقابل نظریه حقوق پوزیتیو قرار می‌گیرد. این در حالیست که خود طرفداران نظریه حقوق طبیعی به چنین تقابلی اعتقاد ندارند. نظریه حقوق طبیعی بیان می‌کند که حقوق هم می‌تواند به عنوان یک واقعیت اجتماعی محض در باب قدرت و عمل، و هم مجموعه‌ای دلائل برای عمل کردن ملاحظه شود که به عنوان دلائل اغلب درست بوده‌اند و برای مردمان عاقلی که مخاطب این دلائل قرار می‌گیرند اموری هنجاری‌اند. نظریه حقوق طبیعی یا نظریه طبیعت حقوق هم به دنبال ارائه برداشتی از واقعیت گونگی حقوق و پاسخ به پرسش‌هایی است که برای فهم حقوق ضروری است.

## نظرات حقوق دانان
ناصر کاتوزیان ریشه‌های تاریخی فلسفه حقوق را از زمان هگل و کانت می‌داند. از نظر وی فلسفه حقوق به معنای هر نوع معرفت و مطالعه و تحقیق حقوقی است که به صورت نظری انجام می‌گیرد. به بیان دیگر هر نوع مطالعه نظری موضوعات حقوقی به صورت عام را فلسفه حقوق می‌توان نامید. وی دیدگاه‌های فلسفه حقوقی را به سه بخش تحلیلی و تاریخی و جامعه‌شناسی تقسیم کرده‌است. وی نظم و عدالت را دو آرمان والای فلسفه حقوق دانسته‌است. از نظر کاتوزیان فلسفه حقوق با سؤالات اساسی نظیر زیر رویاروست:
- چرا باید از قوانین اطاعت کنیم؟
- هدف قواعد حقوقی چیست؟
- منابع حقوق کدام اند؟
- سعادت فرد مد نظر است یا سعادت و خوشبختی جامعه؟
- منطق حقوق چگونه صورت بندی می‌شود؟

به نظر وی می‌توان برای علوم اسلامی همچون فقه و اصول نیز فلسفه حقوق را صورت بندی کرد؛ مثلاً برخی سؤالات نظیر این که حکومت به چه معناست و حاکمیت یعنی چه؟ دلیل اطاعت از خدا و پیامبر چیست؟ همگی می‌توانند در فلسفه فقه اسلامی مطرح شوند. وی مباحث در سنت اسلامی را بیشتر ناظر به فلسفه احکام می‌داند تا فلسفه حقوق و دامنه مباحث فلسفه حقوق عام تر از فلسفه احکام است. به نظر کاتوزیان فلسفه حقوق در هر جغرافیایی مکانی با مکانی دیگر فرق دارد و این تفاوت در کلیات نیست بلکه در جزئیات است. وی نسبت فلسفه حقوق با علم حقوق را در تعریفی می‌داند که از حقوق می‌شود. به نظر وی اگر دانش حقوق را صرف شناسای و اجرای درست قوانین در دادگاه‌ها دانست دیگر نسبتی وجود ندارد ولی اگر علم حقوق به مطالعه و بررسی ریشه‌های قانون و قواعد حقوقی بپردازد آن گاه نسبتی میان آن دو وجود دارد. وی فلسفه حقوق را به عنوان شاخه‌ای از علم حقوق می‌داند تا شاخه‌ای از فلسفه.

## فلسفه حقوق اسلامی
نورمان کالدر معتقد است که می‌توان فلسفه حقوق اسلامی را از دو منبع عمده ادبی استخراج کرد. یکی از این منابع اصول فقه است که در آن ویژگی‌های کلی مربوط به استنباط قواعد توضیح داده می‌شود و دیگری فروع فقهی هستند که شامل تفصیل و تشریح احکامی است که بر افعال اجتماعی و دینی حاکم است.

### ویژگی‌های مسئله حق در اندیشه اسلامی
بر خلاف اندیشه غربی که مسئله حق در آن بر اساس سکولاریسم است در اسلام حق بر مبنایی‌ترین اصل اعتقادی یعنی توحید بنا شده‌است و خداوند در اسلام به عنوان منبع و منشأ تمامی حق‌ها در نظر گرفته شده‌است. به همین دلیل در اسلام تأکید می‌شود که اصل و ریشه تمامی حق‌های موجودات و از جمله انسان‌ها، حق بندگی خداوند و فرمانبرداری از اوست. از سوی دیگر حق با اخلاق در اندیشه اسلامی دارای ارتباط تنگاتنگ و محکم است. اسلام به حق و اخلاق با هم توجه کرده‌است. در اسلام ارزش‌های اخلاقی به عنوان روح قوانین و رفتارها محسوب می‌شوند.